# 西奈里紗
西奈 里紗（にしな りさ、1980年11月8日 - ）は、東京都出身の女優。元芸能事務所エフスピリット所属。

## 略歴・人物
身長158cm、血液型はA型。上智大学教育学科卒業。
高校卒業後、ニューヨークのブロードウェイにある、American Musical and Dramatic Academyに留学する。2003年、女性ミュージカル・チーム「東京メッツ」に加入して活動。初期主要メンバーとして2年に渡り、舞台、ライブと活躍していた。ポンキッキの歌のお姉さんとしても活躍していた。

## 出演

### テレビ出演
- 東京キッズクラブ - MC（2003年まで）

### 舞台
- 助かったと一息ついて（2004年）
- カーネギーの日本人（2004年）
- ああガス欠（2005年）
- 歓喜の歌（2005年）

その他
- ポンキッキーズ　イベント多数出演
- 「東京メッツ」
- 真琴つばさディナーショー　Make M　コーラス